# 안토니오 바라간
안토니오 바라간 페르난데즈(Antonio Barragán Fernández, 1987년 6월 12일 갈리시아 폰테데우메에서 출생 ~ )은 엘체 CF에서 측면 수비수로 활약하고 있는 스페인의 프로 축구 선수이다.